# L'Île des morts (poème symphonique)
Pour les articles homonymes, voir Île des morts.
L'Île des morts (Остров мёртвых) est un poème symphonique du compositeur russe Sergueï Rachmaninov, composé en 1909 et créé le 1er mai 1909 à Moscou. 

## Inspiration et création
L'œuvre fut inspirée par le tableau éponyme du peintre suisse Arnold Böcklin, dont Rachmaninov s'attache tout particulièrement à recréer l'atmosphère lugubre. 
Rachmaninov découvrit à Paris en mai 1907 une reproduction en noir et blanc de ce tableau, qui le frappa fortement. Sur une suggestion de son ami Nikolai Struve, il l'utilise comme base pour la composition de son poème,. Après avoir composé cette œuvre, Rachmaninov découvrit l'original en couleurs, dont il fut beaucoup déçu, allant jusqu'à commenter qu'il n'aurait pas composé l'Île des Morts s'il avait d'abord vu l'original en couleurs. 
Il composa la pièce de janvier à mars 1909, le manuscrit de l'œuvre étant daté du 17 avril, le jour précédant sa création à Moscou, sous la baguette du compositeur.
Rachmaninov apporta de nombreuses révisions ultérieures à l'Île des morts après avoir écrit la pièce. Il fit plusieurs modifications à la partition avant son impression en juin 1909. Avant d'enregistrer la pièce en avril 1929, Rachmaninov fit des coupures significatives à l'œuvre, supprimant 62 mesures au total,, et en janvier 1930 écrivit au directeur de publication Gavriil Paichadze qu'il voulait implémenter plusieurs autres coupures et révisions dans une nouvelle révision de l'œuvre.

## Instrumentation
3 flutes (la 3e prend le piccolo), 2 hautbois, cor anglais, 2 clarinettes, clarinette basse, 2 bassons, contrebasson, 6 cors, 3 trompettes, 3 trombones, tuba, timbales, cymbales, grosse caisse, harpe, cordes.

## Analyse de l'œuvre
La musique n'est pas sans présenter un caractère wagnérien, notamment du fait de l'utilisation d'un chromatisme labyrinthique. 
La notoriété auditive de l'œuvre tient à son thème principal, illustrant le clapotis de l'eau ou le battement des rames du nocher funèbre et le balancement du bateau mortuaire : la musique décrit l'approche silencieuse et furtive du bateau, le voyage à travers la nuit, le brouillard dense, les adieux passionnés au bonheur terrestre, la douce libération de la mort ; puis, après qu'il a déposé son fardeau, le passeur disparaît en retraversant l'eau.
Sa notoriété musicale tient, d'une part à l'utilisation quasi-continuelle de la mesure à 5/8, représentant le geste du rameur Charon — trois temps pour la rame dans l'eau, deux temps pour le geste hors de l'eau (excepté dans une fraction, donnée à 4/4, reprenant le thème du Dies iræ) — et d'autre part, à son orchestration, particulièrement dense et détaillée.

## Discographie
Il existe plusieurs enregistrements de L'Île des Morts :
- d'abord, la version de Sergueï Rachmaninov lui-même ;
- Fritz Reiner, à la tête de l'Orchestre symphonique de Chicago (RCA 1957), s'impose sans conteste : cette œuvre morbide, noire et glacée lui convient parfaitement[11] ;
- Lorin Maazel, Orchestre philharmonique de Berlin (DG 1981) ;
- Vladimir Ashkenazy, Orchestre royal du Concertgebouw (Decca 1983) ;
- Ievegueni Ievgueni Svetlanov, concert enregistré à la tête de l'orchestre symphonique d'état de l'URSS le 25 janvier 1985 (Melodiya) ;
- l'organiste Louis Robilliard a écrit une transcription pour orgue étonnante.